# Pulgada
La pulgada es una unidad de longitud, que fue, con distintos valores, casi universal, y que ahora se utiliza todavía y principalmente en países anglosajones (Estados Unidos, Reino Unido, etc.). En casi todos los demás países se utiliza el metro como medida de longitud (los países mencionados están en proceso de transición).
Originalmente la pulgada fue una unidad de longitud antropométrica que equivalía a la longitud de la falange distal del dedo pulgar. Fue utilizada en muchos países, con diferentes equivalencias (muy probablemente dependiendo de la anchura de la falange del gobernante que fijó la medida o, más bien, del tamaño de esa falange que quería tener el gobernante para que los súbditos lo tuvieran por alguien muy grande). Pero tras la introducción del sistema métrico decimal en el siglo XIX, se fue abandonando en casi todo el planeta, salvo en los países de la angloesfera (aunque también en ellos se está empezando a adoptar el Sistema Internacional de Unidades).
Como ejemplo, una pulgada castellana equivalía a 23,22 milímetros, mientras que la anglosajona actual equivale a 25,4 mm.

## Uso
La pulgada es una unidad de longitud de uso común en los Estados Unidos, Canadá, y el Reino Unido. También es utilizado en Japón para piezas electrónicas, especialmente pantallas de visualización. En la mayor parte de Europa continental, la pulgada también se utiliza informalmente como medida para pantallas de visualización. En el Reino Unido, las directrices sobre el uso en el sector público establecen que, desde el 1 de octubre de 1995 y sin límite de tiempo, la pulgada (junto con el pie) debe utilizarse como unidad principal para las señales de tráfico y las medidas de distancia relacionadas (con la posible excepción de las alturas y anchuras libres) y puede seguir utilizándose como indicación secundaria o complementaria tras una medida métrica para otros fines.
Las pulgadas se utilizan habitualmente para especificar el diámetro de las llantas de los vehículos, y el correspondiente diámetro interior de los neumáticos en los Códigos en neumáticoss.[cita requerida]
El símbolo estándar internacional de la pulgada es in (véase ISO 31-1, Anexo A), pero tradicionalmente la pulgada se denota mediante una doble prima, que a menudo se aproxima mediante un símbolo doble comilla, y el pie mediante una prima, que a menudo se aproxima mediante un apóstrofo. Por ejemplo; tres pies, dos pulgadas puede escribirse como 3’ 2’’. Esto es parecido a cómo los primero y segundo "cortes" de la hora se indican igualmente mediante símbolos prima y doble prima, y también los primero y segundo cortes del grado.)
Las subdivisiones de una pulgada se escriben típicamente usando díadicas con numeradores impares; por ejemplo, dos y tres octavos de pulgada se escribiría como 238’’ y no como 2,375’’ ni como 2616’’.  Sin embargo, para fines de ingeniería, las fracciones se dan comúnmente a tres o cuatro decimales y así ha sido durante muchos años.

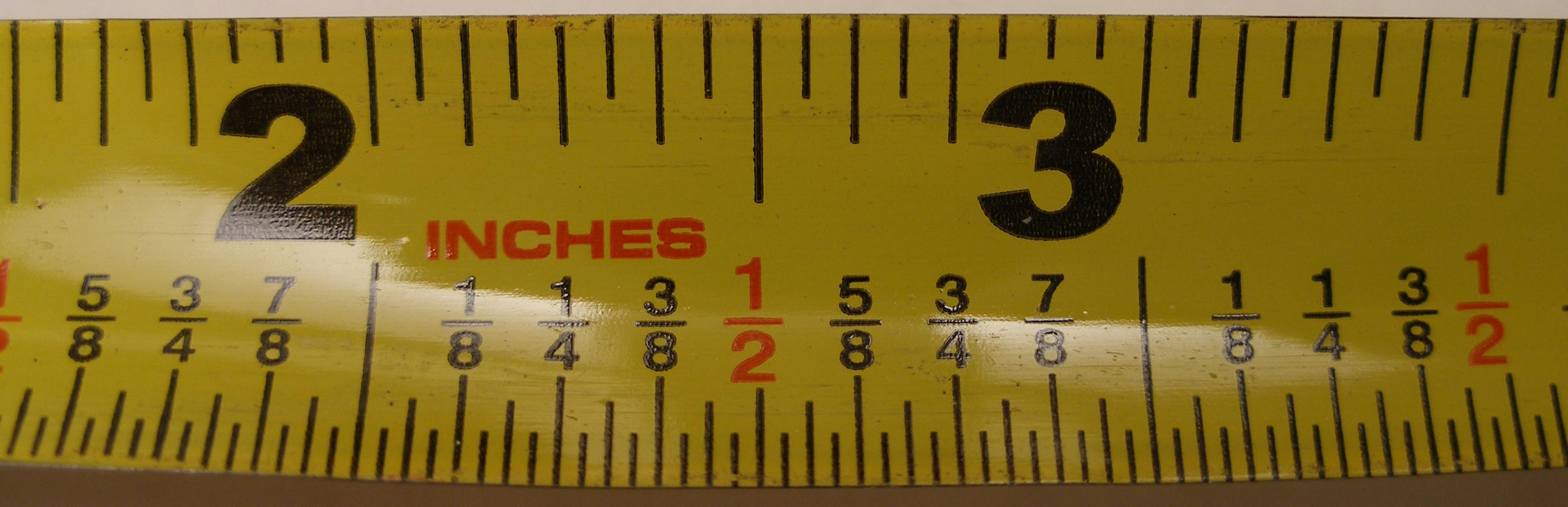
Cinta métrica calibrada en 32ésimas de pulgada

## La pulgada en la historia
La  pulgada es una unidad que viene desde antes de los romanos, por lo que antes de la implantación generalizada del sistema métrico decimal era común en casi todos los sistemas de medidas de los países occidentales, sobre todo en los que estuvieron bajo el dominio del imperio.
Por lo común era la doceava parte de un pie, y a su vez, se dividía en 12 líneas.

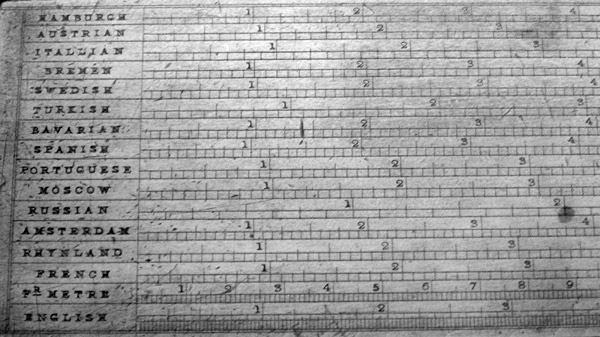
Herramienta de mediados del para convertir entre diferentes estándares de la pulgada

La primera referencia conocida a la pulgada en Inglaterra procede de las Leyes de Æthelberht' de principios del siglo VII, que sobreviven en un único manuscrito, el Textus Roffensis de 1120. El párrafo LXVII establece la multa por heridas de distinta profundidad: una pulgada, un chelín; dos pulgadas, dos chelines, etc.  Traducción (tomada deAttenborough, 1922, p. 13): Si un muslo es atravesado, se pagará una compensación de 6 chelines por cada puñalada.  Por una puñalada de más de una pulgada [de profundidad], 1 chelín; por una puñalada de entre 2 y 3 pulgadas, 2 chelines; por una puñalada de más de 3 pulgadas, 3 chelines.
Una unidad anglosajona de longitud era el barleycorn. Después de 1066, 1 pulgada equivalía a 3 barleycorns, que siguió siendo su definición legal durante varios siglos, siendo el barleycorn la unidad de base. Una de las primeras definiciones de este tipo es la de 1324, donde la definición legal de la pulgada se estableció en un estatuto de Eduardo II de Inglaterra, definiéndola como "tres granos de cebada, secos y redondos, colocados uno al lado del otro, a lo largo".
Se recogen definiciones similares en tratados de derecho medieval tanto ingleses como galeses. Una, que data de la primera mitad del siglo X, está contenida en las Leyes de Hywel Dda, que sustituyeron a las de Dyfnwal, una definición aún más antigua de la pulgada en Gales. Ambas definiciones, recogidas en Ancient Laws and Institutes of Wales (vol i., pp. 184, 187, 189), son que "tres longitudes de un grano de cebada es la pulgada".
Se dice que el rey David I de Escocia en su Assize of Weights and Measures (c. 1150) definió la pulgada escocesa como la anchura del pulgar de un hombre medio en la base de la uña, incluyendo incluso el requisito de calcular la media de las medidas de un hombre pequeño, mediano y grande. Sin embargo, los manuscritos más antiguos que se conservan datan de principios del siglo XIV y parecen haber sido alterados con la inclusión de material más nuevo.
En 1814, Charles Butler, un profesor de matemáticas de la Cheam School, registró la antigua definición legal de la pulgada como "tres granos de cebada sana y madura sacados de la mitad de la espiga, bien secos y colocados uno al lado del otro en fila", y colocó el grano de cebada, y no la pulgada, como la unidad base del sistema inglés de medidas largas, del que derivaron todas las demás unidades. John Bouvier registró de forma similar en su diccionario de leyes de 1843 que el grano de cebada era la medida fundamental. Butler observó, sin embargo, que "[a]as the length of the barley-corn cannot be fixed, so the inch according to this method will be uncertain", noting that a standard inch measure was now [i. es decir, en 1843] se conservaba en la Cámara de Hacienda, Guildhall, y esa era la definición legal de la pulgada.
George Long también se refirió a este punto en su Penny Cyclopædia de 1842, observando que las medidas estándar habían superado desde entonces la definición de la pulgada del grano de cebada, y que recuperar la medida de la pulgada a partir de su definición original, en caso de que se destruyera la medida estándar, implicaría medir un gran número de granos de cebada y tomar sus longitudes medias. Señaló que este proceso no recuperaría perfectamente el estándar, ya que podría introducir errores de entre una centésima y una décima de pulgada en la definición de una yarda.
Antes de la adopción de la yarda y libra internacionales, se utilizaban varias definiciones. En el Reino Unido y en la mayoría de los países de la British Commonwealth, la pulgada se definía en términos de Imperial Standard Yard. Estados Unidos adoptó el factor de conversión 1 metro = 39,37 pulgadas mediante una ley de 1866. En 1893, Mendenhall ordenó que la realización física de la pulgada se basara en los metros prototipo internacionales números 21 y 27, que se habían recibido de la CGPM, junto con el factor de conversión previamente adoptado.
Como resultado de las definiciones anteriores, la pulgada estadounidense se definió efectivamente en 25,4000508 mm (con una temperatura de referencia de 68 grados Fahrenheit) y la pulgada británica en 25,399977 mm (con una temperatura de referencia de 62 grados Fahrenheit). Cuando Carl Edvard Johansson comenzó a fabricar  bloques patrón en pulgadas en 1912, el compromiso de Johansson fue fabricar bloques calibradores con un tamaño nominal de 25,4 mm, con una temperatura de referencia de 20 grados Celsius, con una precisión de unas pocas partes por millón de ambas definiciones oficiales. Como los bloques de Johansson eran tan populares, se convirtieron en la norma de facto para los fabricantes de todo el mundo, con otros fabricantes de bloques de calibre siguiendo la definición de Johansson mediante la producción de bloques diseñados para ser equivalentes a los suyos.
En 1930, el British Standards Institution adoptó una pulgada de exactamente 25,4 mm. El American Standards Association hizo lo propio en 1933. En 1935, la industria de 16 países había adoptado la "pulgada industrial", tal y como pasó a conocerse, respaldando efectivamente la elección pragmática de Johansson de la relación de conversión.
En 1946, el Congreso Científico de la Commonwealth recomendó la adopción de una yarda de exactamente 0,9144 metros en toda la Commonwealth británica. Canadá lo adoptó en 1951; los Estados Unidos el 1 de julio de 1959; Australia en 1961, efectiva el 1 de enero de 1964; y el Reino Unido en 1963, en vigor el 1 de enero de 1964. Las nuevas normas daban una pulgada de exactamente 25. 4 mm, 1,7 millonésimas de pulgada más larga que la antigua pulgada imperial y 2 millonésimas de pulgada más corta que la antigua pulgada estadounidense.

### Pulgada romana
Como el pie romano valía 0,296 m, la pulgada era de 24,6 mm.

### Pulgadas españolas
En cada reino de la península ibérica el pie era distinto, de modo que la pulgada también. El más extendido era el pie castellano (pie de Burgos), ya que pasó a toda la América española, y equivalía a 27,86 cm, luego la pulgada era de 23,22 mm.

### Pulgada francesa
Como el pie de París medía 32,48 cm, la pulgada equivalía a 27,07 mm.

## Pulgada anglosajona

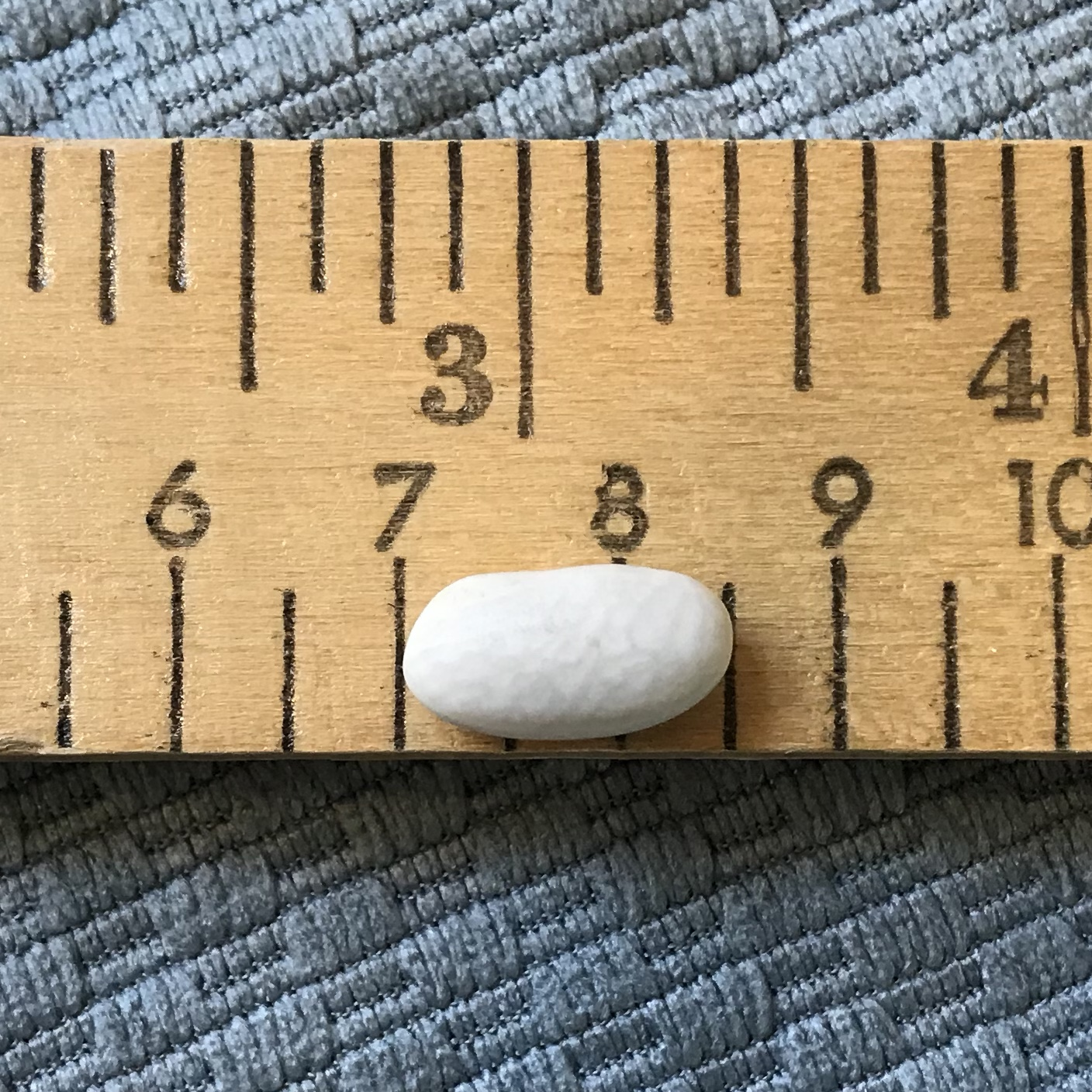

Es la única pulgada superviviente, Para la pulgada anglosajona (en inglés inch), su símbolo es in o ″. Actualmente en Estados Unidos se usa una pulgada de 25,4 milímetros; también en otros países, como Panamá, en los que a pesar de haber adoptado oficialmente el Sistema Internacional, se siguen usando medidas anglosajonas.
Su equivalencia es:
1 pulgada = 2,54 centímetros = 0,0254 metros
1 metro = 39,37 pulgadas
Su nombre en inglés es inch, y su símbolo es una comilla (”) o también la abreviatura en inglés in.
El Acuerdo Internacional sobre la Yarda y la Libra de julio de 1959 definió la longitud de la yarda internacional en los Estados Unidos y los países de la Mancomunidad de Naciones en exactamente 0,9144 metros. En consecuencia, la pulgada internacional se define exactamente igual a 25,4 milímetros. Esta era 2 ppm más corta que la definición anterior de EE. UU. y 1,7 ppm más larga que la definición británica anterior.
El acuerdo de 1959 concluyó una serie de eventos paso a paso, desencadenados en particular por la adopción por parte de la British Standards Institution de una pulgada estándar científica de 25,4 milímetros en 1930.
Debido a la influencia en cuanto a tecnología de los países anglosajones, se sigue utilizando la pulgada para medir muchos materiales y aparatos. Los ejemplos más notables son las tuercas y las tuberías. Por ejemplo, en forma habitual ciertas tuberías se miden en 1/2", 3/4",  1". Esa denominación es puramente nominal en la mayoría de los casos, pues las medidas exactas de la tubería (exterior o interior) no coinciden con la medida indicada (debido a los cambios de materiales con que se fabrican).

### Múltiplos de la pulgada

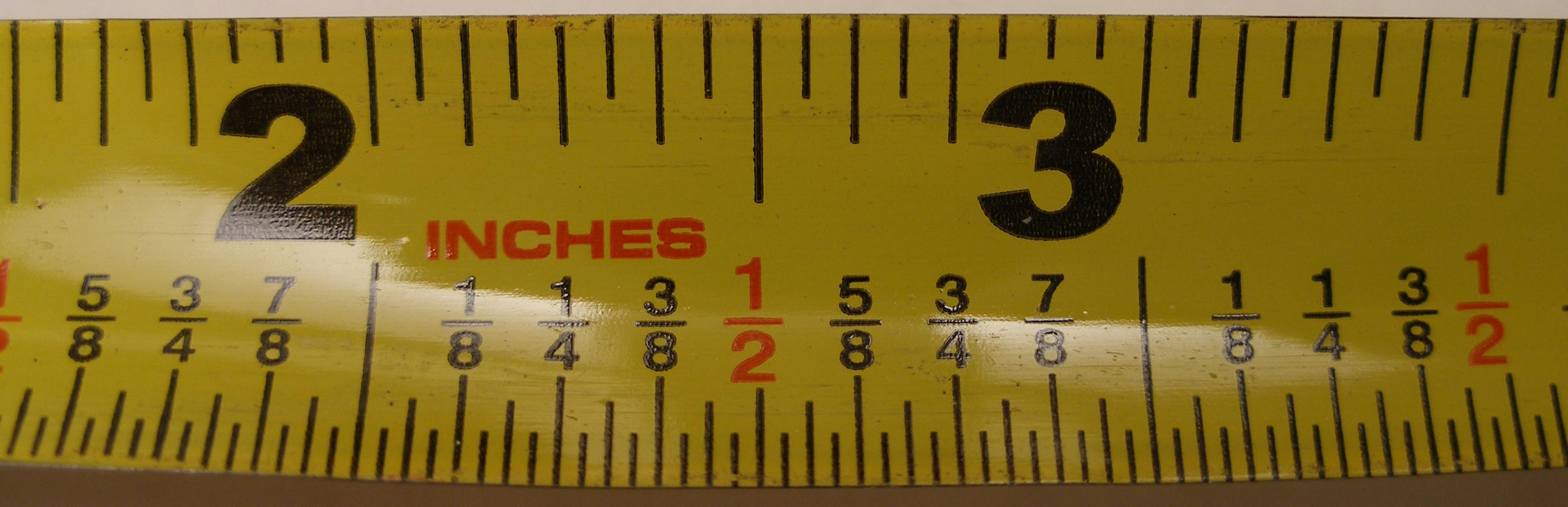
Regla para medir en pulgadas anglosajonas, con divisiones de hasta 1/32 de pulgada.

En el sistema anglosajón de unidades pueden verse los siguientes múltiplos de la pulgada:
| 1 pie (ft):      |       | 12 in      | 30,48 cm    |
| 1 yarda (yd):    | 3 ft  | 36 in      | 91,4 cm     |
| 1 braza:         | 2 yd  | 72 in      | 1,8288 m    |
| 1 cadena (ch):   | 22 yd | 792 in     | 20,1168 m   |
| 1 furlong (fur): | 10 ch | 7920 in    | 201,168 m   |
| 1 milla (mi):    | 8 fur | 63 360 in  | 1,609344 km |
| 1 legua:         | 3 mi  | 190 080 in | 4,828032 km |

### Fracciones de pulgada
Como la pulgada comúnmente se divide en mitades, las fracciones de pulgada más comunes son:
- 1/2″ = 0,5
- 1/4″ = 0,25
- 1/8″ = 0,125
- 1/16″ = 0,0625
- 1/32″ = 0,03125
- 1/64″ = 0,015625
- 1/128″ = 0,0078125

Así que por ejemplo 6/32″ se deben reducir a su forma más sencilla, o sea 3/16″. Son mucho menos comunes las precisiones más allá de 1/64″ (por ejemplo 1/128″).

### Pulgadas decimales
En Estados Unidos también se utilizan las milésimas de pulgada, generalmente abreviadas mil (sin punto) o mil. (con punto).
La equivalencia de la pulgada también se presenta en forma decimal.
- 1/2″ = 0,5″
- 1/4″ = 0,25″
- 1/8″ = 0,125″
- 1/16″ = 0,0625″
- 1/32″ = 0,03125″
- 1/64″ = 0,015625″; de ahí, el resto de las fracciones, por ejemplo: 3/8″ = 0,375; o 63/64″ = 0,984375.

Dependiendo de la precisión que se necesite los lugares decimales llegan a ser redondeados. Por ejemplo, 3/16″=0,1875″ se llega a escribir 0,188″, lo cual es menos preciso.

### Pulgadas en instalaciones de gas
Las roscas hidráulicas o neumáticas (de gas) se miden en pulgadas. Pero esta medida no se refiere directamente al diámetro de la rosca, sino al diámetro interior de la manguera o tubo a la cual se conectaría (es decir, el diámetro de flujo útil del fluido que circulará por el interior). Incluso, ahora ni siquiera representa este diámetro, puesto que cuando se implantó, el espesor de las paredes de los tubos era mayor que el actual. Debido a la mejora de los materiales y a la de los medios de fabricación, se hicieron de paredes más delgadas, con menos material, pero como estaba fijado el tamaño de las roscas, se mantuvo inalterado el diámetro exterior, aumentando el interior. Por lo tanto, en este caso no es una medida real, sino un diámetro nominal.
En los países que ya han adoptado el SI, las roscas han pasado a denominarse en milímetros, que, como se ha dicho (se mide el diámetro exterior), nada tienen que ver con las medidas en pulgadas, aunque los diámetros nominales se siguen usando en pulgadas.
En algunos países, los instaladores de gas o de agua generalmente no se refieren a las cañerías en pulgadas, sino en dieciseisavos de pulgada. Esto permite unificar los denominadores y facilitar las operaciones matemáticas.
Ejemplos:
- Una cañería de 1/4 de pulgada se reescribe con denominador 16 y numerador 4, lo que produce 4/16″ y se conoce como «cañería de 4».
- Una cañería de 3/4 de pulgada sería 12/16″ y se conoce como «cañería de 12».
- Una cañería de 1 pulgada se reduce a 16/16″ y se conoce como «cañería de 16».
- Una cañería de 1 1/4” se reduce a 20/16″ y se conoce como «cañería de 20».

## Equivalencia entre pulgadas y milímetros
Dada la relación de una pulgada equivalente a 25,4 mm, podemos transformar una medida en pulgadas a su equivalente en milímetros, según la regla de tres:
{\displaystyle \left.{\begin{array}{ccc}1\ \mathrm {in} &\longrightarrow &25,4\ \mathrm {mm} \\x&\longrightarrow &y\end{array}}\right\}\rightarrow \quad y={\cfrac {25,4\ \mathrm {mm} \cdot x}{1\ \mathrm {in} }}}
Donde para un valor x en pulgadas, podemos calcular su equivalente y en milímetros.
Una relación interesante, en la que solo intervienen números enteros, es que 5 in son 127 mm:
{\displaystyle {\cfrac {1\ \mathrm {in} }{25,4\ \mathrm {mm} }}={\cfrac {5\ \mathrm {in} }{127\ \mathrm {mm} }}}
Al ser una relación entre números enteros, permite por ejemplo la conversión entre pulgadas y milímetros empleando engranajes.